# استان زرقا
 استان زرقاء  (به عربی:  محافظة الزرقاء ) نام استانی در کشور پادشاهی اردن است. 

## جغرافیا
استان زرقاء در شمال شرقی شهر عمان پایتخت اردن واقع شده‌است. 
جادهٔ ارتباطی شهرهای مفرق و رمثاء از بیابان‌های این استان می‌گذرد. 
همچنین راه فرعی پایتخت (عّمان) و شهر مفرق از گوشهٔ شمالی این استان می‌گذرد و به جادهٔ ارتباطی اردن - عراق می‌پیوندد. 
در کوه‌پایهٔ زرقاء رودخانه‌ای جاری است به نام «نهر الزرقاء». این رودخانه یکی از شاخه‌های رود اردن است. 
راه آهن که در سال ۱۹۰۰ میلادی توسط ترک‌های عثمانی بر پا شده از این استان می‌گذرد. 

## جمعیت
جمعیت  استان زرقاء  طبق سرشماری همگانی سال ۲۰۰۴ میلادی، برابر با ۸۳۸٫۲۵۰ نفر بوده‌است.
اکثر ساکنان آن مسلمان سنی مذهب هستند

## آثار باستانی
در این استان آثار باستانی گوناگونی وجود دارد، دژها، کاخ‌ها، قلعه‌های باستانی و قصرهای زیبای تاریخی که از دوران بسیار دور برجای مانده‌است در مناطق مختلف استان به چشم می‌خورد که عبارت‌اند از:
- قصر شبیب
- دژ عمره
- کاخ حلابات
- قصر حمام الصرح
- قلعه العویند
- قصر اسخیم
- قصر عین السل
- قلعه ازرق
- منطقهٔ محافظت شده ازرق